# Château de Gusow
Le château de Gusow (en allemand : Schloss Gusow) est un château allemand situé à Gusow-Platkow dans le Land de Brandebourg. Il fait partie de la liste des monuments historiques du Brandebourg et se situe sur les hauteurs à la limite de l'Oderbruch.

## Histoire
C'est de 1353 que datent les premières traces écrites de la fondation du château. Dans un premier temps, le domaine faisait partie des possessions de la noble famille von Barfus issue de la région de l'Altmark, baillis (Vögte) dans le pays de Lebus après son acquisition par la marche de Brandebourg. 
Il est depuis 1649 en la possession de Georg von Derfflinger (1606–1695), d'origine autrichien, qui a été général-colonel au service de la Suède pendant la guerre de Trente Ans. En 1654, il entra dans les services du « Grand Électeur » Frédéric-Guillaume de Brandebourg étant feld-maréchal, statthalter (gouverneur général) de Poméranie et véritable fondateur de l'armée du brandebourgeoise. Son fils le baron Friedrich en hérite en 1695, et meurt sans enfant en 1724. 

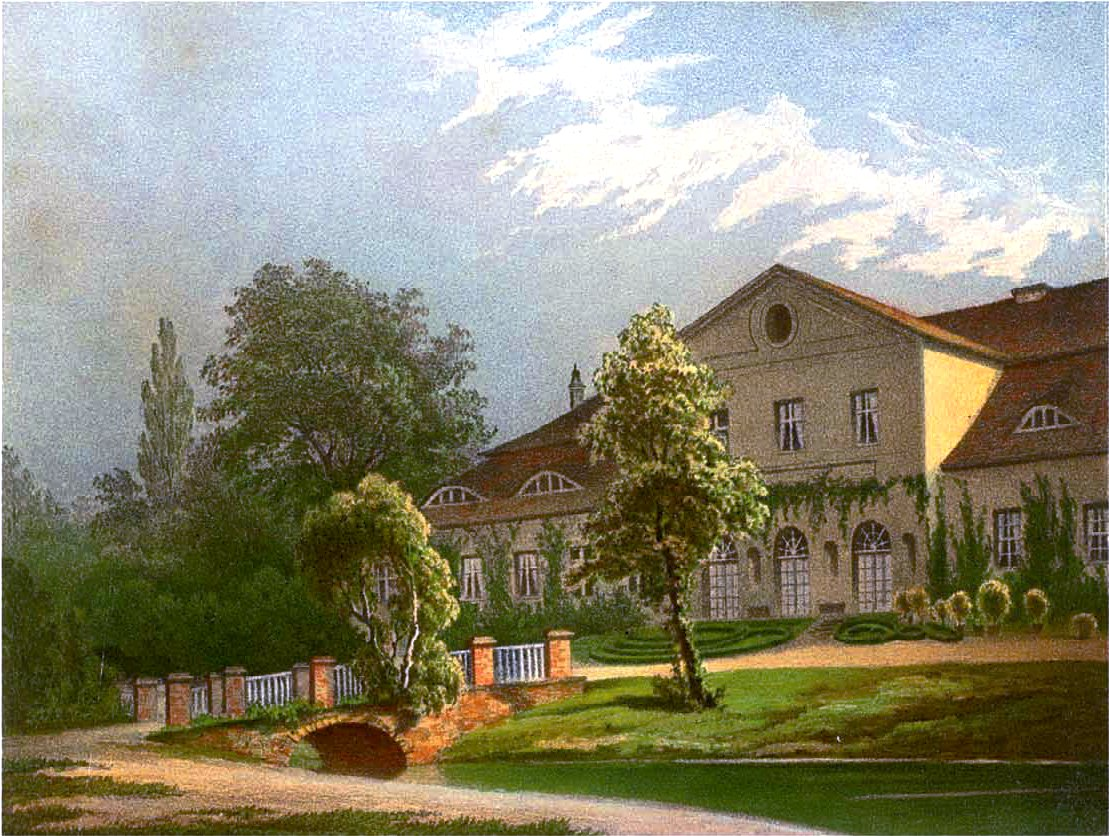
Château de Gusow, collection Alexander Duncker, vers 1858.

Le château est acheté alors par le général Heinrich Karl von der Marwitz, neveu de Friedrich von Derfflinger, pour la somme de 130 000 thalers, avec les deux villages qui en dépendent. Sa fille, la comtesse Amélie Albertine, en hérite en 1744. Son mari, le comte Otto Friedrich Christoph von Podewils, le reconstruit avec trois corps de bâtiment en 1750, avec un parc à la française et leur fils, Friedrich Heinrich von Podewils, fait installer en 1781 des ruines néogothiques dans le parc à l'anglaise. Le château et son domaine font alors 1 435 hectares.
Le comte n'ayant pas eu d'enfants, le domaine passe à la maison de Schönburg en 1804, puis à la branche Schönburg-Hinterglauchau qui en restera propriétaire, jusqu'à leur expulsion par les soviétiques en 1945. Le château baroque est réaménagé en style classique vers 1830, puis en 1847 par le comte Heinrich von Schönburg-Glauchau. Le château est rebâti en 1870-1873 en style néogothique anglais, inspiré par l'œuvre de Karl Friedrich Schinkel, à l'initiative du comte Heinrich von Schönburg-Hinterglauchau. C'est ainsi qu'il est parvenu jusqu'à notre époque.
Pendant la Seconde Guerre mondiale, en 1943, on y installe dans une partie une maison pour invalides de guerre. Le château est réquisitionné en 1945 par la Wehrmacht et fut gravement endommagé pendant la bataille de Seelow. Des soldats de la 25e division des grenadiers de la Panzerdivision, et d'autres y cantonnent, avant que le château ne soit saisi par l'Armée rouge qui le transforme en lazaret (hôpital militaire), puis appartient à la commune.
Le château est propriété depuis 1992 d'un architecte berlinois qui y installé un hôtel-restaurant, avec des salons loués pour des réceptions, ainsi qu'un musée de l'histoire du Brandebourg.

## Sources
- (de) Cet article est partiellement ou en totalité issu de l’article de Wikipédia en allemand intitulé « Schloss Gusow » (voir la liste des auteurs).
- (de) Site officiel du château de Gusow